# Хулісма
Хулісма — село в Лакському районі Дагестану.
Розташоване на висоті понад 1800 метрів, між селами Чуртах та Бурші, вблизь протікає Казі-Кумухське Койсу.
Самоназва села «Ххюлуссун», що походить від лакського «ххюл» — «гравій, щебінь» та «сун» — «сонячна сторона». Дослівно — «щебениста сонячна сторона». Коли й ким засноване село, ніде не написано. Але є припущення. Кругом села збереглися рештки малих хуторів в яких в давнину жили різні тухуми. В цілях безпеки вони об'єдналися на місце сьогоднішнього села. Першими поселилися тухуми: Майран, Щейх, Зайналабід, Ківа, Ярахмед, Гафур та Кунжу.
В 1718 році тут збудували мечеть. Після Кумухської мечеті вона рахувалася найкращою, що й видко по архітектурі.
В 1933 збудовано першу початкову школу, яка з 1940 реорганізована на семирічну. В 1961 було реорганізовано знов в початкову. З 1965 року перейшла на восьмирічку, а з 1995 — в середню.
В селі Хулісма в 1886 році було 116 дворів, а в 1914 тут проживало 665 осіб.